# Koprivna (Modriča)
Koprivna (szerbül: Копривна), település Bosznia-Hercegovinában, Modriča községben, a Szerb Köztársaság északi régiójában. 

## Fekvése
A település Bosznia-Hercegovina északi részén, Dobojtól légvonalban 21, közúton 29 km-re északra, községközpontjától légvonalban 12, közúton 16 km-re nyugat-délnyugatra, a Boszniától délre, valamint annak jobb oldali mellékvizei, a Velika és a Mala folyók között, a Trebava-hegység területén, 116-400 méteres magasságban fekszik. A falu két részből áll: a felső faluból (Koprivna Gornja) és az alsó faluból (Koprivna Donja), melyek több házcsoportból, valamint Velika Rijeka, Mala Rijeka, Jezerine, Brgula, Koprivnska Trebava, Seliština és Kremenik falvakból állnak.

## Éghajlata
A település a mérsékelt égövben található. Az éves átlaghőmérséklet 12 °C. A legmelegebb hónap július/július, 22 °C átlaghőmérséklettel; a leghidegebb december/december, -2 °C átlaghőmérséklettel. Az átlagos éves csapadékmennyiség 1278 mm. A legcsapadékosabb hónap május, átlagosan 235 mm-rel; a legkevesebb csapadék (73 mm) márciusban esik.

## Népessége
| Nemzetiségi csoport | Népesség 1991 | Népesség 2013 |
| ------------------- | ------------- | ------------- |
| Szerb               | 1903          | 1196          |
| Bosnyák             | 3             | 0             |
| Horvát              | 7             | 6             |
| Jugoszláv           | 26            | 1             |
| Egyéb               | 279           | 7             |
| Összesen            | 2218          | 1210          |

## Története
Az ős- és újkőkorban az emberek a Trebava legalacsonyabb teraszain éltek, ahonnan szemmel tarthatták az utakat, az állatokat, és ott kerestek menedéket az ellenségek elől. Míg a magasabban fekvő területeket erdő borította, az alacsonyabb területek lakossága főként mezőgazdasággal foglalkozott. Csak a vaskor elején került előnybe az állattenyésztés a mezőgazdasággal szemben. Az erdőket kiirtották és legelőkké alakították. Ekkor kezdődött a Trebava magasabb területeinek benépesítése. Az i. e. 4. század végén ezeket a területeket kelták lakták. Úgy tartják, hogy az őslakosok illírek voltak, akiknek eredete máig vitatott. Az őshonos illír lakosságot végül a rómaiak taszították rabszolgasorba. Az utolsó illír királynő, Teuta vezette illírek és a rómaiak közötti sorsdöntő csata egyes jelentések szerint közvetlenül a Trebava lábánál, a mai Modriča városától északra zajlott. A 4. század végétől kezdődött a nagy népvándorlások időszaka, melynek végén a Trebavát és környékét szlávok népesítették be. 
A középkorban a terület hol a magyar, hol a bosnyák, hol a szerb uralkodók alá tartozott. A szerb Nemanjić-dinasztia uralkodása alatti terjeszkedés során az usorai plébániához került, mint szerb uralkodók birtoka. Nem sokkal később a szerb uralkodók elvesztették ezt a területet, mely magyar uralom alá került. A magyarok a pápa és a ferences rend támogatásával, szétverték az eretneknek nyilvánított bogumilokat, és erőszakkal katolikus hitre térítették őket. Bosznia oszmánok általi meghódításának (1463) időszakában a Trebava hegyei között túlnyomórészt megmaradt az ortodox lakosság, míg a katolicizált bogumilok a magyarokkal a Száva túloldalára vonultak vissza. A többi bogumilok, akik nem vették fel a katolicizmust, az oszmánok által biztosított különféle kiváltságok miatt átvették az iszlámot. Ugyanekkor a törökök vlachokat, romanizált illír pásztorokat hoztak Ó-Szerbiából vagy Raškából Bosznia pusztán maradt részeire. A 18. századig nagy ortodox szerb népvándorlás zajlott Montenegróból, Délnyugat-Szerbiából és Hercegovinából Észak- és Kelet-Boszniába. Ez az új népesség beolvasztva a vlachokat, újra benépesítette a Trebava hegyeit. Ez a vándorlás egészen a 19. század közepéig tartott.
III. Szelim oszmán szultán uralkodása alatt a feudális urak gyakori lázadásai miatt a birodalom válságba került és instabillá vált. Önkényük és lázadásaik nagy hatással voltak a már amúgy is szenvedő népre. Lázadások törtek ki, és az egyik ilyen lázadás ezen a területen éppen a Trebavában tört ki, Hadži Petko Jagodić pap vezetésével. A csata Duga Njiván zajlott 1858. szeptember 12-én és 13-án. Körülbelül 1700 lázadó volt, akik Trebava falvaiból származtak. Zászlóhordozójuk Marjan Djerić volt. Amikor elfogyott a lőszer, és amikor erősítés érkezett a nagyobb létszámú törökök számára, a lázadók visszavonultak. A bosszútól tartva sokan Szlavóniába és Szerbiába menekültek. Hadži Petko Jagodićnak sikerült egy csoport lázadóval a Habsburg Birodalom területére menekülnie. A felkelést a törökök bosszúja követte, melynek során török bandák 200 keresztény házat gyújtottak fel és 600 embert öltek meg. 2000 keresztény menekült a Habsburg Birodalomba, 230-at pedig láncra verve Szarajevóba vittek.
A szerb lakosságú település 1878-ig tartozott az Oszmán Birodalomhoz. Ekkor a berlini kongresszus határozata alapján az Osztrák-Magyar Monarchia része lett. 1910-ben a Gradačaci járáshoz tartozó településen 265 háztartást, 1431 ortodox, 17 római katolikus és 4 muszlim lakost találtak. A monarchia szétesésével 1918-ban előbb a Szerb-Horvát-Szlovén Királyság, majd 1929-től a Jugoszláv Királyság része lett. 1921-ben a Gradačaci járáshoz tartozó a településnek 1497 lakosa volt, közülük 1491 ortodox és 6 római katolikus volt. Az 1929-es törvény értelmében, amikor Bosznia-Hercegovinát négy banovinára, Drinskára, Vrbaskára, Zetskára és Primorskára osztották, a település a Vrbaska banovina (Orbászi Bánság) része lett, amelynek székhelye Banja Luka volt. 1939-ben a közigazgatás átszervezésével a Hrvatska banovina (Horvát Bánság) része lett.
A második világháborúban Jugoszlávia megszállása után a Független Horvát Állam (NDH) része lett. A második világháború után 1992-ig a település a szocialta Jugoszlávia keretében a Bosznia-Hercegovinai Népköztársaság része volt. A boszniai háborút lezáró daytoni békeszerződés rendelkezése alapján az ország területét felosztották a Bosznia-hercegovinai Föderáció és a boszniai Szerb Köztársaság között. A békeszerződés utáni területmegosztási megállapodás értelmében a település a Boszniai Szerb Köztársasághoz került. 

## Oktatás
Koprivna első iskolája a „Sveti Sava” Általános Iskola Velika Rijekában épült 1850-ben, a második iskolaépület pedig 1927-ben épült Mala-Rijekában. A harmadik iskolaépület Velika-Rijekában és a negyedik Koprivska Trebavában 1958-ban, a jelenlegi (sorrendben ötödik) épület pedig Selištinában épült 1982-ben. Az iskola 1958 óta nyolcosztályos iskolaként működik, 1965-től 1993-ig pedig önálló iskola volt „Vuk Karadžić” általános iskolaként, amikor a modričai „Sveti Sava” általános iskolához csatolták.

## Kultúra
KUD „Trebava” Kulturális és Művészeti Egyesület

## Nevezetességei

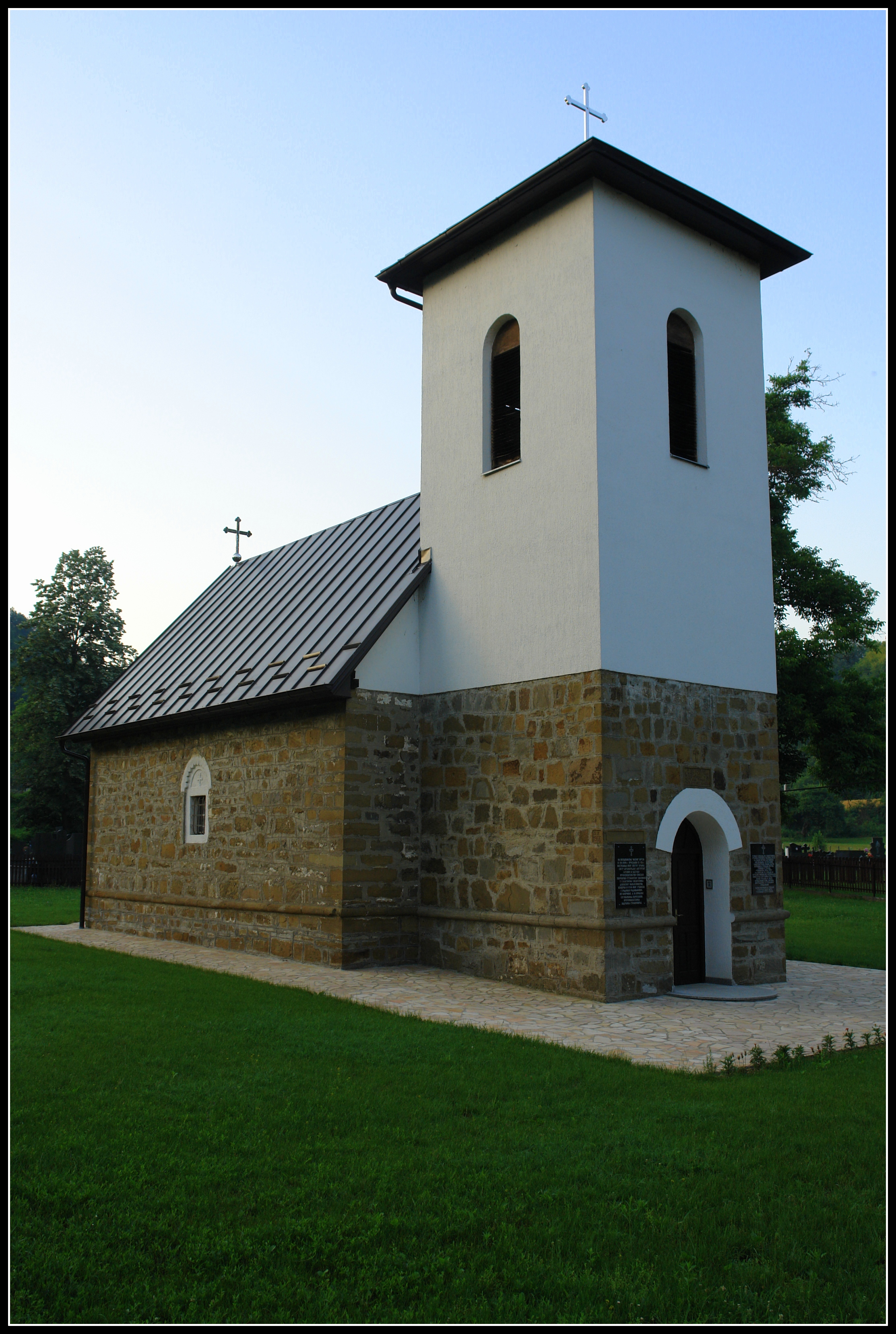
Az Úr mennybemenetele ortodox templom

A koprivnai Úr mennybemenetele templom Modriča község legrégebbi ortodox temploma. A templom 14x7 méteres nagyságú. Az építkezés 1870-ben kezdődött és 1874-ben fejeződött be. Az építkezés megkezdése előtt engedélyt kértek a török hatóságoktól, akik engedélyezték, hogy a templomot az ő feltételeik szerint építsék fel. A falu akkori kenéze, Stajo Stajić azonban magára vállalta a felelősséget, és megparancsolta a munkásoknak, hogy ne kövessék a török hatóságok szabályait, megígérve, hogy maga viseli a büntetést. Amikor a törökök megérkeztek, a templom már építés alatt állt és nem bonttatták le, a kenézt azonban a börtönbe vetették. 2010-ben a közeli Velika reka patak kiáradt, és a templomot elöntötte a víz, a víz elérte a 20 cm-es magasságot, a festmény és a fa felszerelés megrongálódott. A fehér aranđelovai kőből készült ikonosztázt a modričai Ibro Grabovica készítette, az ikonosztázon lévő ikonokat pedig a montenegrói Praskvica kolostorból származó Pavle Kalanj szerzetes festette. A templom belső festését a belgrádi Gojko Ristanović végezte 1997-98-ban. A templomot és a kaput 2010-2012-ben újították fel, majd 2012. július 28-án Vaszilije Kačavenda, Zvornik-Tuzlan püspöke szentelte fel.